# 음력 10월 24일
음력 10월 24일은 음력 10월의 24번째 날이다.

## 문화
- 1980년 - KBS 1TV가 컬러 방송을 개시.

## 탄생
- 1856년 - 대한제국의 외교관 유길준.
- 1969년 - 대한민국의 변호사 강용석.
- 1976년 - 대한민국의 가수 유승준.
- 1983년 - 대한민국의 가수 하현곤 (클릭비).
- 1994년 - 대한민국의 배우 한예린.
- 1995년 - 대한민국의 스노우보드 선수 정해림.

## 같이 보기
- 음력 360일: 1월 2월 3월 4월 5월 6월 7월 8월 9월 10월 11월 12월
- 전날:10월 23일 다음날:10월 25일 - 전달:9월 24일 다음달:11월 24일
- 양력:10월 24일
- 음력, 윤달